# Megalopsalis leptekes
Espèce
Megalopsalis leptekes est une espèce d'opilions eupnois de la famille des Neopilionidae.

## Distribution
Cette espèce est endémique d'Australie-Occidentale. Elle se rencontre au Mid West vers Tallering Station et au Wheatbelt vers Mokine.

## Description
La carapace du mâle mesure 1,19 mm de long sur 2,00 mm.

## Systématique et taxinomie
Cette espèce a été décrite par Taylor en 2011.

## Publication originale
- Taylor, 2011 : « Revision of the genus Megalopsalis (Arachnida: Opiliones: Phalangioidea) in Australia and New Zealand and implications for phalangioid classification. » Zootaxa, no 2773, p. 1–65.